# Eliteserien (Schach) 2019/20
Die Eliteserien 2019/20 war die 14. Spielzeit der norwegischen Eliteserien im Schach.
Meister wurde der Schakklubben av 1911, während sich der Titelverteidiger Vålerenga Sjakklubb mit dem dritten Platz begnügen musste. Aus der 1. divisjon waren der SK 96 Bergen und SOSS aufgestiegen. Während SOSS den Klassenerhalt erreichte, musste der SK 96 Bergen zusammen mit der Oslo Schakselskap direkt wieder absteigen.
Zu den gemeldeten Mannschaftskadern der teilnehmenden Vereine siehe Mannschaftskader der Eliteserien (Schach) 2019/20.

## Modus
Die zehn teilnehmenden Mannschaften spielten ein einfaches Rundenturnier. Über die Platzierung entschied zunächst die Anzahl der Mannschaftspunkte (2 Punkte für einen Sieg, 1 Punkt für ein Unentschieden, 0 Punkte für eine Niederlage), anschließend der direkte Vergleich und letztendlich die Anzahl der Brettpunkte (1 Punkt für eine Gewinnpartie, 0,5 Punkte für eine Remispartie, 0 Punkte für eine Verlustpartie).

## Spieltermine
In den ersten drei Runden wurden je drei Wettkämpfe vom 1. bis 3. November 2019 und je zwei vom 6. bis 8. Dezember 2019 jeweils in Oslo gespielt, in den Runden 4 bis 6 wurden vom 17. bis 19. Januar 2020 je drei Wettkämpfe in Oslo und je zwei in Bergen ausgetragen. Die letzten drei Runden fanden vom 6. bis 8. März 2020 zentral in Oslo statt.

## Tabelle
| Pl. | Verein                  | Sp | G | U | V | MP   | Brett-P.  |
| --- | ----------------------- | -- | - | - | - | ---- | --------- |
| 01. | Schakklubben av 1911    | 9  | 6 | 1 | 2 | 13:5 | 33,5:20,5 |
| 02. | Nordstrand Sjakklubb    | 9  | 5 | 3 | 1 | 13:5 | 35,0:19,0 |
| 03. | Vålerenga Sjakklubb (M) | 9  | 6 | 1 | 2 | 13:5 | 36,5:17,5 |
| 04. | Asker Schakklubb        | 9  | 4 | 3 | 2 | 11:7 | 29,0:25,0 |
| 05. | Bergens Schakklub       | 9  | 5 | 0 | 4 | 10:8 | 29,5:24,5 |
| 06. | Alta Sjakklubb          | 9  | 3 | 3 | 3 | 9:9  | 26,5:27,5 |
| 07. | SOSS (N)                | 9  | 2 | 3 | 4 | 7:11 | 22,0:32,0 |
| 08. | Tromsø Sjakklubb        | 9  | 2 | 3 | 4 | 7:11 | 24,0:30,0 |
| 09. | Oslo Schakselskap       | 9  | 2 | 1 | 6 | 5:13 | 24,5:29,5 |
| 10. | SK 96 Bergen (N)        | 9  | 1 | 0 | 8 | 2:16 | 13,5:40,5 |

## Entscheidungen
|     | Norwegischer Meister: Schakklubben av 1911                    |
|     | Absteiger in die 1. divisjon: Oslo Schakselskap, SK 96 Bergen |
| (M) | Meister der letzten Saison                                    |
| (N) | Aufsteiger der letzten Saison                                 |

## Kreuztabelle
| Ergebnisse | Ergebnisse           | 01. | 02. | 03. | 04. | 05. | 06. | 07. | 08. | 09. | 10. |
| ---------- | -------------------- | --- | --- | --- | --- | --- | --- | --- | --- | --- | --- |
| 01.        | Schakklubben av 1911 |     | 3   | 3½  | 4   | 2½  | 2½  | 5   | 3½  | 3½  | 6   |
| 02.        | Nordstrand Sjakklubb | 3   |     | 3½  | 4½  | 1½  | 4   | 3   | 3   | 3½  | 5   |
| 03.        | Vålerenga Sjakklubb  | 2½  | 2½  |     | 3   | 4½  | 4   | 5½  | 4½  | 4½  | 5½  |
| 04.        | Asker Schakklubb     | 2   | 1½  | 3   |     | 4½  | 3   | 3½  | 3   | 4½  | 4   |
| 05.        | Bergens Schakklub    | 3½  | 4½  | 1½  | 1½  |     | 2½  | 5   | 4   | 1½  | 5½  |
| 06.        | Alta Sjakklubb       | 3½  | 2   | 2   | 3   | 3½  |     | 3   | 3   | 2   | 4½  |
| 07.        | SOSS                 | 1   | 3   | ½   | 2½  | 1   | 3   |     | 4½  | 3   | 3½  |
| 08.        | Tromsø Sjakklubb     | 2½  | 3   | 1½  | 3   | 2   | 3   | 1½  |     | 3½  | 4   |
| 09.        | Oslo Schakselskap    | 2½  | 2½  | 1½  | 1½  | 4½  | 4   | 3   | 2½  |     | 2½  |
| 10.        | SK 96 Bergen         | 0   | 1   | ½   | 2   | ½   | 1½  | 2½  | 2   | 3½  |     |

## Die Meistermannschaft
| 1.            | Schakklubben av 1911 |
| Schachfiguren | Frode Urkedal, Milton Pantzar, Eivind Olav Risting, Isak Storme, Noam Aviv Vitenberg, Aleksander Lindbøl, Jens Hjorth Kjølberg. |